# Soline (żupania karlowacka)
Soline – wieś w Chorwacji, w żupanii karlowackiej, w gminie Bosiljevo. W 2011 roku liczyła 38 mieszkańców.